# Красная линия (Дубайский метрополитен)
Кра́сная ли́ния (араб. الخط الأحمر‎) — одна из двух линий Дубайского метрополитена в городе Дубай, ОАЭ. Проходит вдоль шоссе Шейха Зайда, связывая район Рашидия на востоке города и Джабаль-Али на западе. Первый участок линии был открыт 9 сентября 2009 года. Линия имеет длину 67 км и 35 станций(включая всю ветку метрополитена). В 2011 году Красная линия была внесена в «Книгу рекордов Гиннесса» как самая длинная автоматическая линия (управляемая без машиниста).